# 気息について
『気息について』（きそくについて、希: Περὶ πνεύματος, 羅: De spiritu, 英: On Breath）とは、アリストテレス名義の自然学著作の1つ。古より偽作であるという見方が一般的である。
人間の「代謝」機能全般についての考察が展開されている。『自然学小論集』の最後に来る『呼吸について』の内容を受けた内容となっており、伝統的にもその後に配置・収録されてきた。

## 構成
全9章から成る。
- 第1章 - 気息の身体的性質。栄養、血液との関係と排出の問題。
- 第2章 - アリストゲネスの考え。
- 第3章 - エンペドクレスとデモクリトスの考え。
- 第4章 - 気息の3つの運動 --- 1.呼吸、2.脈動、3.食物同化
- 第5章 - 気息の範囲と関係性。
- 第6章 - 血液から肉への転化。
- 第7章 - 骨の機能。
- 第8章 - 目的因の研究。
- 第9章 - 熱の働き。

## 日本語訳
- 『アリストテレス全集6』 岩波書店、1968年
- 『新版 アリストテレス全集7』 岩波書店、2014年